# انتخابات سراسری اوگاندا (۲۰۲۱)
انتخابات سراسری اوگاندا (انگلیسی: 2021 Ugandan general election) در ۱۴ ژانویه ۲۰۲۱ برای انتخاب رئیس‌جمهور برگزار گردید. یووری موسونی با کسب بیش از ۵۸٫۶۴٪درصد آرا برای پنجمین دوره متوالی رئیس‌جمهوری اوگاندا شد. وی از ۱۹۸۶ تا کنون قدرت را در این کشور در دست دارد. میزان مشارکت مردم در انتخابات ۵۷ درصد بود.
در این انتخابات بابی واین از پلاتفرم اتحاد ملی رقیب موسوینی ۳۴٫۸۳٪ آرا را به خود اختصاص داد.

## نظام انتخاباتی
رئیس‌جمهوری اوگاندا در نظام انتخاب دومرحله‌ای تعیین می‌شود و نامزدهای شرکت کننده در دور اول انتخابات نیاز دارند تا حداقل به ۵۰٪ آرا دست یابند. در بند ۱۴۲ قانون انتخابات ریاست جمهوری ۲۰۰۰ اوگاندا پیش‌بینی شده است که نامزدهای ریاست جمهوری بایستی از بدو تولد شهروند اوگاندا بوده و صلاحیت نمایندگی رانیز کسب کرده باشند. نامزدها همچنین باید از ذهن خوبی برخوردار بوده و نباید ارتباط رسمی با کمیسیون انتخابات اوگاندا داشته باشند. اما این محدودیت‌های مدت‌دار در سال ۲۰۰۵ لغو شد. نظارت بر انتخابات توسط کمیسیون انتخابات اوگاندا انجام می‌شود.
پارلمان اوگاندا در مجموع ۵۲۹ کرسی دارد، که در آن ۳۵۳ نماینده با استفاده از رای‌گیری سنتی (پس از انتخابات) در حوزه‌های انتخابیه به عنوان برنده منفرد انتخاب می‌شوند. با استفاده از همین روش، ۱۴۶کرسی به زنان اختصاص یافته است، به این منظور هر منطقه صاحب یک کرسی می‌شود. سرانجام، ۳۰ کرسی نیز به‌طور غیرمستقیم از طریق دانشکده‌های ویژه انتخاباتی برگزیده می‌شوند
به این ترتیب ۱۰ کرسی به ارتش، ۵ کرسی توسط جوانان، ۵ کرسی توسط بزرگان، ۵ کرسی توسط اتحادیه‌ها و ۵ کرسی نیز توسط افراد معلول اشغال می‌شود. در هر کدام از این گروه‌ها حداقل یک زن باید انتخاب شود (حداقل دو نفر برای گروه ارتش).